# Élection présidentielle syrienne de 1978
L'élection présidentielle syrienne de 1978, sous forme de référendum au suffrage universel, s'est tenue en Syrie le 8 février 1978, il s'agit d'une élection à candidat unique afin de confirmer le mandat du président Hafez el-Assad pour six ans.

## Résultats
| Élection présidentielle syrienne de 1978 | Élection présidentielle syrienne de 1978 | Élection présidentielle syrienne de 1978 |       |
| Candidats                                | Votes                                    | %                                        |       |
| ---------------------------------------- | ---------------------------------------- | ---------------------------------------- | ----- |
| Hafez el-Assad                           | 3 975 729                                | 99,88                                    |       |
| Contre                                   | 4 798                                    | 0,12                                     |       |
| Votes valides                            | 3 980 527                                | 99,72                                    | 99,72 |
| Blancs ou nuls                           | 11 168                                   | 0,28                                     | 0,28  |
| Total                                    | 3 991 695                                | 100 %                                    | 100 % |